# Notre-Dame-du-Pré
Notre-Dame-du-Pré este o comună în departamentul Savoie din sud-estul Franței. În 2009 avea o populație de 273 de locuitori.

## Evoluția populației
| An        | 1975 | 1982 | 1990 | 1999 | 2006 | 2009 |
| --------- | ---- | ---- | ---- | ---- | ---- | ---- |
| Populație | 352  | 281  | 270  | 272  | 277  | 273  |